# هونوارت مولباخ ام منهارتسبرگ
هونوارت مولباخ ام منهارتسبرگ (به آلمانی: Hohenwarth-Mühlbach am Manhartsberg) یک منطقهٔ مسکونی در اتریش است که در ناحیه هولابرون واقع شده‌است. هونوارت مولباخ ام منهارتسبرگ ۱٬۳۰۴ نفر جمعیت دارد.